# 姫ギャル♥パラダイス
『姫ギャル♥パラダイス』（ひめギャルパラダイス）シリーズは、和央明による日本の漫画作品シリーズ。『ちゃお』（小学館）にて2009年5月号から2012年10月号まで連載された。また、『ちゃお』付録DVDに2011年2月号から2012年5月号までアニメ(OVA)が収録された。2024年10月28日ではスピンオフ作品「姫ギャル♥パラダイスJr.」0話をちゃお公式サイトちゃおプラスにて掲載。以降、2024年4月28日より第2・第4日曜日1話前後編分割形態にて連載中。
なお、シリーズの概要は以下の通り。2009年11月号と2011年3月号は休載。
- 姫ギャル♥パラダイス：2009年5月号 - 2009年10月号
- 姫ギャル♥パラダイス アゲアゲMAX系：2009年12月号 - 2011年2月号
- 姫ギャル♥パラダイス あげぽよMAX!：2011年4月号 - 2012年10月号
- 姫ギャル♥アッコちゃん!：2012年9月号読切（実写映画『ひみつのアッコちゃん』公開記念のコラボ漫画）

また、2012年3月22日に日本コロムビアよりニンテンドー3DS用ゲームソフト『姫ギャル♥パラダイス メチカワ! アゲ盛り↑センセーション!』が発売されている。

## 主な登場人物
- 声優はアニメ・ゲーム版の配役。
- 美神家の下の名前は苺の品種名が由来である。

### メイン
立川 姫子（たちかわ ひめこ）
声 - 浅倉杏美
本作の主人公で、超渋谷高（架空の都立高校）の女子生徒。誕生日は5月25日。
元は地味な女の子だったが、とちおとめが転校して来てからは彼の影響を受けて、自分を美しく飾るためのテクニックを追求する「美道」を歩み始めている。とちおとめに恋心を抱いており、本来の男の子の姿のとちおとめに魅了され、奮起することも多い。
お人好しで素直な性格だが不器用で、時おり不細工な一面を見せてしまうため、とちおとめとの恋はなかなかうまくいかない。
美神 とちおとめ（みかみ とちおとめ）
声 - 渡辺明乃
親の仕事の都合で超渋谷高に転入してきた男子生徒。
女装が趣味で、その美しさは男子たちも見とれてしまい、しまいには鼻血を出させることがあるほどである。また本来の男の子の姿もかっこいい。
母親同士が友達という理由で、姫子の家に下宿している。
本来は優しいが女装するとツリ目で怒りっぽい性格になってしまう。
化粧品メーカー「OTM（オトメ）ブランド」の御曹司である。
ジュエリー
声 - 加藤英美里
とちおとめのペット。黒ヒョウのメスで、大きさはネコぐらい。
とちおとめと同じくツリ目で、人の言葉を話す。
まだ2歳なのに、まるでオバさんのように説教臭い発言が多い。

### 超渋谷高
高岡 真澄（たかおか ますみ）
声 - 平田真菜
超渋谷高の女子生徒で、姫子たちより1年上。通称：ボスギャル。ガングロ。
渋谷ナンバー1のギャルを自称し、何かにつけてとちおとめと張り合おうとするが、姫子などのようにファッションのことで悩んでいる子たちには親切な一面も見せる。
ただし、とちおとめやあまおう、あきひめが男であることを全く知らない。一応、本来の男の姿のとちおとめ達とも対面しているが、「とちおとめの兄」と勘違いしている。
ちなみに、『ちゃお』掲載時には下の名前を「真純」（読みは同じ）とする表記もあったが、単行本では修正されている。
花房 恭（はなふさ きょう）
超渋谷高に途中から転入してきた男子生徒。
当初はギャルは嫌いだと言いながら、女装姿のとちおとめを好きになりかけたが、とちおとめが男だと知った時にはショックで学校を休んだ。それ以来、とちおとめを目の敵にしているが、それでもたまに女装姿のとちおとめを見て不本意ながら胸をときめかせることがある。

### 美神家関係者
美神 あまおう（みかみ　あまおう）
声 - 小林ゆう
とちおとめの従兄弟で、フランスの首都パリから来た少年。
とちおとめと同じく女装が趣味で、とちおとめと対等に張り合えるほどの美しさ。もちろん本来の男の子の姿もかっこいい。
女姿の時はタレ目が特徴。とちおとめとは同い年で、姫子を好きだと言っている。
ミルク
声 - 原紗友里
あまおうのペット。白ヒョウのメスで、大きさはネコぐらい。
ジュエリーと同じく人の言葉を話す。あまおうと同じくタレ目である。
あきひめ
声 - 井ノ上奈々
あまおうと同じく、とちおとめの従兄弟でアメリカから来た。
同じく女装趣味の少年だが、他の2人よりも１年下で少し幼い印象がある。アキバ系のオタクらしい。
自分勝手な面もあるが基本的にはお人好しな性格で、姫子の恋を応援している。もちろん他の2人と同じく男の子の姿もかっこいい。女装の時はつぶらな瞳が特徴。
チーク
あきひめのペット。世にも珍しいピンクのヒョウである「ももヒョウ」のメス。
ジュエリーやミルクと違い、「キュ～ン」としか喋らないが、化粧が上手い。
とよのか
とちおとめの母。
一族共同で化粧品メーカー「OTM（オトメ）ブランド」を経営している。
とちおとめの女装趣味は彼女の影響によるもの。
さちのか
あまおうの母。あまおうと同じく彼女もタレ目である。
あまおうの女装趣味はもちろん彼女ととよのかの影響によるもの。
紅ほっぺ（べにほっぺ）
あきひめの母。

### ゲストキャラクター
夜城 麻咲（やしろ まさき）
超渋高のギャルたちにカリスマ的人気を誇るギャル男。
とちおとめと『逆バレンタイン・モテ男対決』を行い、敗北（ちゃお2月号参照）。運動会にて再登場。
RUKA
ハイレベルのロック歌手blackroseを熱唱した。
のど自慢でとちおとめに敗北（ちゃお5月号を参照）。
ドラキュラ
超ハッピーランドのホラーデット城に住み着くオバケ。
とちおとめの生き血を吸おうとしたが、とちおとめにより消滅した（ちゃお7月号参照）。
さよちむ
関西ギャル。最初は「感じ悪い」と思われがちだったが、とちおとめの盛りで仲良くなった（ちゃお11月号参照）。

### 『姫ギャル♥パラダイスJr.』の登場人物
美神 とちひめ（みかみ とちひめ）
とちおとめと姫子との間に生まれた息子。私服ノ中学校に通う中学生。内気でネガティブ思考だが、常識人でツッコミ役。そしてツンデレ。
本来は父譲りのカワイイもの好きで、小学生時代は女装し、カリスマキッズギャルとちひめとしてギャルや民衆から憧れの存在でいたが、年齢が上がるにつれに性別を理由に同性からイジメられ、さらに転校しても見た目で身バレしてしまう地獄にあい、以降自分の気持ちを押し殺して普通の男の子として本名を隠して「美神とち」として過ごそうとしていた。しかし、無意識にカワイイものを見つめたり、ダサダサな格好してる人を指摘したり、挙げ句ギャル時代のモデルウォークを発揮し、クラスメイトのさよからとち=とちひめとばれてしまった。その後、噂は爆散され興味本位でいじめる同性のクラスメイトが現れるなか、さよに好きという気持ちは揺らがないことを指摘され、気持ちを封印することを辞め、数年ぶりに女装し、カリスマギャルとちひめとなった。しかしとちおとめと違い、常に女装形態ではなく、普通のモードとギャルモードと使い分けている。
秋山 さよ（あきやま さよ）
とちひめのクラスメイト。愛称：さよちぃ。
幼少期とちひめにあこがれて以来、次世代のギャルを自称している。しかしファッションセンスは皆無で、ズレている。パッツンの黒髪のショートボブで低身長。根は明るく、田舎の少女のようにサバサバした勝ち気な性格。正義感が強く、相手にズケズケ入ってくるほどコミュニケーション能力が強い。

## OVA
『姫ギャル♥パラダイス ラブ&ビューティー★』は、ちゃお付録DVD収録のOVA。2011年2月号に第1話、2011年5月号に第2話を収録。2011年8月号より『ちゃおちゃおTV!』開局記念として第3話が収録。また『ちゃおちゃおTV!』公式ページでも過去作品が期間限定無料配信されている。
2012年6月1日発売のDVD付コミックス第6巻プラス・アンコミックには第9話までを収録。

### その他キャスト
- まるぽよ - 江里夏
- 鉛八先生 - 金光宣明
- さつき - 加藤英美里
- 三つ子 - 溝邉祐子
- 嵐山先生 - 河本邦弘
- 直人 - 高梨謙吾
- なつみ - 松井茜
- ゆみか - 工藤晴香（第7話）
- 大将 - 太田哲治（第7話）

### スタッフ
- 原作 - 和央明
- 企画 - ちゃお編集部
- キャラクターデザイン・作画監督 - 萩原しょう子
- 美術監督 - 坂本夏海
- 色彩設計 - 犬野嘉代子
- 撮影監督 - ひろちけんじ
- 編集 - 小峰博美
- 音響監督 - 飯塚康一
- 音響効果 - 和田俊也
- 選曲 - 水野さやか
- 音響製作 - HALF H・P STUDIO
- BGM - E Redford
- アニメーション制作 - SynergySP
- 監督 - ふじもとよしたか
- 制作 - 小学館集英社プロダクション
- 製作著作 - 小学館

### 主題歌
「MOTTE NOTTE GET YOU!」（第3話以降）
歌 - 宮本佳那子 / 作詞 - 千祐 / 作曲 - 竹掛翔太 / 編曲 - E Redford

### 各話リスト
| 話数  | サブタイトル                                                                 | 脚本             | 作画監督       | 収録号       |
| ----- | ---------------------------------------------------------------------------- | ---------------- | -------------- | ------------ |
| 第1話 | まぢで恋する5秒前ッスー!?の巻                                                | 福田裕子         |                | 2011年2月号  |
| 第2話 | 苦しくったってコートの中では平気ッス!?の巻                                   | 福田裕子         |                | 2011年5月号  |
| 第3話 | なぇ～(￣◇￣；)キョーフの服チェだョ                                          | ふでやすかずゆき | 佐萩原しょう子 | 2011年8月号  |
| 第4話 | ハンバーガー盛って(*＾▽＾*)ノ姫ギャルはバイトもアゲポヨMAX（マックス）だヨ!! | 坪田文           | 佐萩原しょう子 | 2011年9月号  |
| 第5話 | ゲトれ♪(´θ`)ノスポギャルわモデルを夢見て走るんだヨ!!                         | ふでやすかずゆき | 佐萩原しょう子 | 2011年11月号 |
| 第6話 | 超ラブ(*＾ェ＾*)盛りークリスマスin南国!?ダヨ                                 | 坪田文           | 佐萩原しょう子 | 2012年1月号  |
| 第7話 | ときめき～(///∇//)バレンタインは寿司で鬼アゲ!ダヨ                            | 坪田文           | 佐萩原しょう子 | 2012年3月号  |
| 第8話 | おお、シャンゼリゼ!?ハラジュクダゼ!?Σ(´ロ｀;)/あまおう様登場ダヨ～           | ふでやすかずゆき | 佐萩原しょう子 | 2012年4月号  |
| 第9話 | アタシの為に争わないで!アゲアゲ↑↑激アッチィ戦いダヨ＼_(-_-≡-_-)_/===(+_+)～  | ふでやすかずゆき | 佐萩原しょう子 | 2012年5月号  |